# Valdíkov
Valdíkov – miejscowość i gmina (obec) w Czechach, w kraju Wysoczyna, w powiecie Třebíč. W 2022 roku liczyła 109 mieszkańców.